# Arturo Lorusso
Arturo Lorusso fue un médico, dramaturgo, político y escritor que nació en Corigliano Calabro, provincia de Cosenza, Italia, el 14 de diciembre de 1884 y vivió desde los tres meses de edad y murió en Buenos Aires - Argentina el 14 de marzo de 1947.

## Primeros años
Era hijo de un ingeniero agrónomo italiano que había llegado a la Argentina enviado por el rey Humberto I en un intercambio profesional para echar las bases de la Facultad de Agronomía, colaborando en la creación de la Escuela de Agronomía en General Rodríguez (Pdo.de Luján), antecedente académico de ésta. Cursó estudios en Buenos Aires y se graduó primero de farmacéutico y luego de médico en la Facultad de Medicina de esa ciudad.
Costeó sus estudios escribiendo para la revista  Caras y Caretas  sus primeros cuentos, en lo que usaba la sátira como antesala a la carcajada, prescindiendo de los tonos agresivos.

## Su traslado a Córdoba
En 1921 el doctor Lorusso llegó a la ciudad de Alta Gracia en la provincia de Córdoba a pasar unas vacaciones por sugerencia de su colega y amigo el Dr. Trongé y quedó tan complacido con los encantos del lugar y del clima favorable para los cuidados de su mujer Ectelinda Lahitte, que se quedó a vivir definitivamente en la ciudad en una casa denominada Villa Italia, ocupada posteriormente por su amigo el Dr. Humberto Illia.
En su desempeño como médico rural gustaba conversar con sus pacientes, en su mayoría pobres, a los que  les daba los remedios gratis. Solía decir: "Hay dos clases de enfermedades: las que se curan y las que no se curan. Y dos clases de enfermos, los que lo están porque tienen mucho dinero para enfermarse y los que lo están precisamente porque no lo tienen". 
Tuvo actuación política en la Unión Cívica Radical, solía conversar seguido con Hipólito Yrigoyen cuando se alojaba en el Sierras Hotel,  mantenía también una estrecha amistad con Marcelo T. de Alvear y llegó a ser la máxima autoridad partidaria en la zona.

## Su obra literaria
Ya en 1912 estrenó su primera obra de teatro, Manchita de oro, seguida en 1917, por La ínsula de don Felino, presentada por el elenco del actor Roberto Casaux.
Entre otras obras teatrales se recuerdan  La botica de enfrente, de 1920, Diputado por Barracas, Antonio mío  y Un negocio redondo, y escribió y puso música a una Canción Serrana que grabó Agustín Magaldi y Azucena Maizani titulada Mama ievame pa'l pueblo.
Asimismo escribió la novela Fuego en la montaña, por la que en 1936 ganó el Segundo Premio Nacional de Literatura (el primer Premio no fue nominado) y que fue llevada al cine en 1943 con guion de Arturo Lorusso, José Ramón Luna y Carlos Torres Ríos, quien además la dirigió.
Otra de sus obras teatrales, titulada Mandinga en la sierra, escrita en colaboración con Rafael de Rosa, motivó la realización de una película con el mismo nombre dirigida por Isidoro Navarro e interpretada por Luisa Vehil y Nicolás Fregues, que se estrenó el 7 de marzo de 1939.
También sobre una obra de Lorusso, con guion del mismo en colaboración con Joaquín Gómez Bas y José Ramón Luna, se filmó El curandero con Duilio Marzio, Élida Gay Palmer, Fernanda Mistral y Mario Soffici y dirigida por este último.
El Dr. Arturo Lorusso murió el 14 de marzo de 1947.